# JR Nishi Nihon
JR Nishi Nihon (egentligen Nishinihon Ryokyaku Tetsudō Kabushiki-gaisha [西日本旅客鉄道株式会社] och på engelska West Japan Railway Company eller JR West), är ett järnvägsbolag i Japan. Det har huvudkontor i Osaka och är med i samarbetet Japan Railways. Bolaget hade 1 april 2014, enligt uppgift, 30 173 anställda.

## Järnvägsnät

Karta som visar de ungefärliga verksamhetsområdena för varje bolag i JR Group. JR Nishi Nihon i mörkblått.

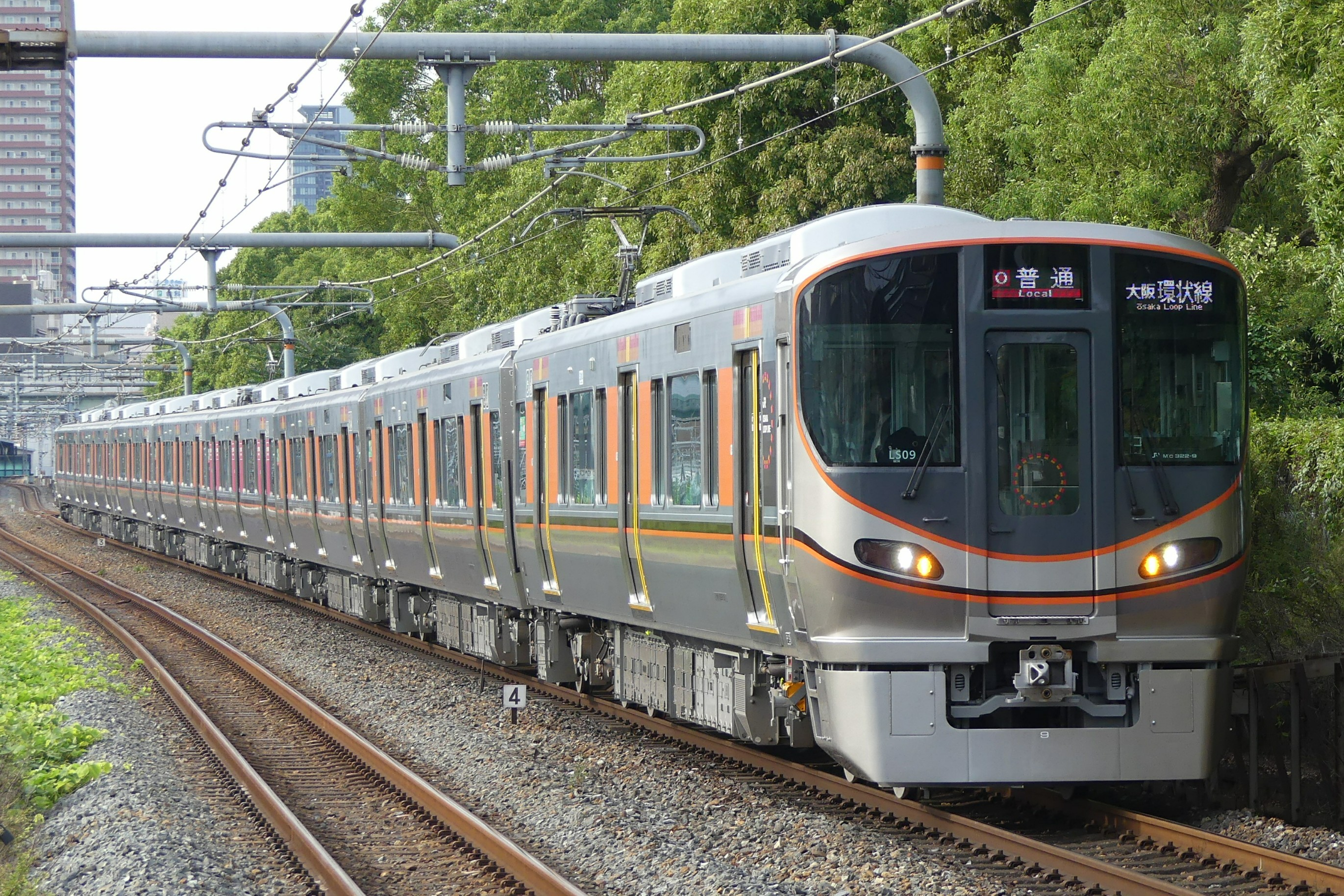
Tåg typ 323 på Osakas ringlinje

Vid uppdelningen av JNR 1987 fick de nybildade persontrafikbolagen (varav JR Nishi Nihon är ett) överta infrastrukturen i var sitt geografiskt avgränsat område. JR Nishi Nihons område täcker Hokuriku, Kinki och Chugoku. Två Shinkansen-linjer ingår i nätet,  Sanyo Shinkansen, och halva Hokuriku Shinkansen. Hokuriku Shinkansen samtrafikeras med JR Higashi Nihon där JR Nishi Nihon äger delen mellan Jōetsumyōkō och Kanazawa medan sträckningen från Takasaki till och med Jōetsumyōkō tillhör JR Higashi Nihon. Totalt har nätet 5015 mil järnvägslinjer för passagerartrafik och 1222 stationer (2014).